# Csehország a 2012. évi nyári olimpiai játékokon
Csehország a nagy-britanniai Londonban megrendezett 2012. évi nyári olimpiai játékok egyik részt vevő nemzete volt. Az országot az olimpián 21 sportágban 134 sportoló képviselte, akik összesen 11 érmet szereztek.

## Érmesek
| Érem  | Versenyző                                         | Sportág       | Versenyszám               |
| ----- | ------------------------------------------------- | ------------- | ------------------------- |
| Arany | Barbora Špotáková                                 | Atlétika      | Női gerelyhajítás         |
| Arany | Miroslava Knapková                                | Evezés        | Női egypárevezős          |
| Arany | Jaroslav Kulhavý                                  | Kerékpározás  | Férfi terep-kerékpározás  |
| Arany | David Svoboda                                     | Öttusa        | Férfi                     |
| Ezüst | Ondřej Synek                                      | Evezés        | Férfi egypárevezős        |
| Ezüst | Vavřinec Hradílek                                 | Kajak-kenu    | Férfi szlalom kajak egyes |
| Ezüst | Andrea Hlaváčková Lucie Hradecká                  | Tenisz        | Női páros                 |
| Ezüst | Zuzana Hejnová                                    | Atlétika      | Női 400 m gát             |
| Bronz | Vitězslav Veselý                                  | Atlétika      | Férfi gerelyhajítás       |
| Bronz | Daniel Havel Lukáš Trefil Josef Dostál Jan Štěrba | Kajak-kenu    | Férfi kajak négyes 1000 m |
| Bronz | Adéla Sýkorová                                    | Sportlövészet | Női sportpuska, összetett |

## Asztalitenisz
Női
| Versenyző        | Versenyszám | Selejtező         | 64-es főtábla                                        | 48-as főtábla                                          | 32-es főtábla                                         | Nyolcaddöntő      | Negyeddöntő       | Elődöntő          | Döntő             | Helyezés |
| Versenyző        | Versenyszám | Ellenfél Eredmény | Ellenfél Eredmény                                    | Ellenfél Eredmény                                      | Ellenfél Eredmény                                     | Ellenfél Eredmény | Ellenfél Eredmény | Ellenfél Eredmény | Ellenfél Eredmény | Helyezés |
| ---------------- | ----------- | ----------------- | ---------------------------------------------------- | ------------------------------------------------------ | ----------------------------------------------------- | ----------------- | ----------------- | ----------------- | ----------------- | -------- |
| Iveta Vacenovská | Egyes       | erőnyerő          | erőnyerő                                             | Nanthana Komwong (THA) · 14–16, 11–6, 11–4, 11–5, 11–3 | Wu Jiaduo (GER) · 9–11, 13–15, 11–8, 8–11, 11–9, 5–11 | kiesett           | kiesett           | kiesett           | kiesett           | 17.      |
| Dana Hadačová    | Egyes       | erőnyerő          | Miao Miao (AUS) · 8–11, 9–11, 11–6, 11–7, 7–11, 7–11 | kiesett                                                | kiesett                                               | kiesett           | kiesett           | kiesett           | kiesett           | 49.      |

## Atlétika
Férfi
| Versenyző      | Versenyszám | Előfutam | Előfutam | Előfutam | Elődöntő | Elődöntő | Elődöntő | Döntő   | Döntő    |
| Versenyző      | Versenyszám | Idő      | Hely.    | Össz.    | Idő      | Hely.    | Össz.    | Idő     | Helyezés |
| -------------- | ----------- | -------- | -------- | -------- | -------- | -------- | -------- | ------- | -------- |
| Pavel Maslák   | 200 m       | 20,67    | 4.       | 25.*     | kiesett  | kiesett  | kiesett  | kiesett | kiesett  |
| Pavel Maslák   | 400 m       | 44,91    | 2.       | 2.       | 45,15    | 5.       | 12.      | kiesett | kiesett  |
| Jakub Holuša   | 800 m       | 1:46,87  | 4.       | 21.      | kiesett  | kiesett  | kiesett  | kiesett | kiesett  |
| Jan Kreisinger | Maraton     |          |          |          |          |          |          | 2:25:03 | 67.      |
| Josef Prorok   | 400 m gát   | 50,33    | 7.       | 35.*     | kiesett  | kiesett  | kiesett  | kiesett | kiesett  |

| Versenyző        | Versenyszám   | Selejtező | Selejtező | Döntő    | Döntő    |
| Versenyző        | Versenyszám   | Eredmény  | Helyezés  | Eredmény | Helyezés |
| ---------------- | ------------- | --------- | --------- | -------- | -------- |
| Jaroslav Bába    | Magasugrás    | 221 cm    | 21.***    | kiesett  | kiesett  |
| Jan Kudlička     | Rúdugrás      | 550 cm    | 9.*****   | 565 cm   | 8.       |
| Stepan Wagner    | Távolugrás    | 750 cm    | 30.       | kiesett  | kiesett  |
| Roman Novotný    | Távolugrás    | 696 cm    | 38.       | kiesett  | kiesett  |
| Antonín Žalský   | Súlylökés     | 19,62 m   | 23.       | kiesett  | kiesett  |
| Lukáš Melich     | Kalapácsvetés | 75,88 m   | 9.        | 77,17 m  | 6.       |
| Vitězslav Veselý | Gerelyhajítás | 88,34 m   | 1.        | 83,34 m  |          |
| Jakub Vadlejch   | Gerelyhajítás | 77,61 m   | 25.       | kiesett  | kiesett  |
| Petr Frydrych    | Gerelyhajítás | 75,46 m   | 34.       | kiesett  | kiesett  |

| Versenyző    | Versenyszám | 100 m | 100 m | Távolugrás | Távolugrás | Súlylökés  | Súlylökés  | Magasugrás | Magasugrás | 400 m      | 400 m      | 110 m gát  | 110 m gát  | Diszkoszvetés | Diszkoszvetés | Rúdugrás   | Rúdugrás   | Gerelyhajítás | Gerelyhajítás | 1500 m     | 1500 m     | Végeredmény   | Végeredmény   |
| Versenyző    | Versenyszám | Idő   | Pont  | Eredmény   | Pont       | Eredmény   | Pont       | Eredmény   | Pont       | Idő        | Pont       | Idő        | Pont       | Eredmény      | Pont          | Eredmény   | Pont       | Eredmény      | Pont          | Idő        | Pont       | Pont          | Helyezés      |
| ------------ | ----------- | ----- | ----- | ---------- | ---------- | ---------- | ---------- | ---------- | ---------- | ---------- | ---------- | ---------- | ---------- | ------------- | ------------- | ---------- | ---------- | ------------- | ------------- | ---------- | ---------- | ------------- | ------------- |
| Roman Šebrle | Tízpróba    | 11,54 | 744   | nem indult | nem indult | nem indult | nem indult | nem indult | nem indult | nem indult | nem indult | nem indult | nem indult | nem indult    | nem indult    | nem indult | nem indult | nem indult    | nem indult    | nem indult | nem indult | nem ért célba | nem ért célba |

Női
| Versenyző                                                         | Versenyszám     | Selejtező | Selejtező | Selejtező | Előfutam | Előfutam | Előfutam | Elődöntő | Elődöntő | Elődöntő | Döntő   | Döntő    |
| Versenyző                                                         | Versenyszám     | Idő       | Hely.     | Össz.     | Idő      | Hely.    | Össz.    | Idő      | Hely.    | Össz.    | Idő     | Helyezés |
| ----------------------------------------------------------------- | --------------- | --------- | --------- | --------- | -------- | -------- | -------- | -------- | -------- | -------- | ------- | -------- |
| Kateřina Čechová                                                  | 100 m           | kiemelt   | kiemelt   | kiemelt   | 11,43    | 5.       | 37.      | kiesett  | kiesett  | kiesett  | kiesett | kiesett  |
| Lenka Masná                                                       | 800 m           |           |           |           | 2:08,68  | 5.       | 29.      | kiesett  | kiesett  | kiesett  | kiesett | kiesett  |
| Tereza Čapková                                                    | 1500 m          |           |           |           | 4:12,15  | 12.      | 23.      | kiesett  | kiesett  | kiesett  | kiesett | kiesett  |
| Ivana Sekyrová                                                    | Maraton         |           |           |           |          |          |          |          |          |          | 2:37:14 | 67.      |
| Lucie Škrobákova-Martincová                                       | 100 m gát       |           |           |           | 13,01    | 3.       | 14.**    | 12,81    | 5.       | 10.      | kiesett | kiesett  |
| Zuzana Hejnová                                                    | 400 m gát       |           |           |           | 53,96    | 1.       | 2.       | 53,62    | 2.       | 2.       | 53,38   |          |
| Denisa Ščerbova                                                   | 400 m gát       |           |           |           | 55,42    | 5.       | 14.      | 54,87    | 3.       | 8.       | 55,27   | 7.       |
| Denisa Ščerbova Zuzana Bergrová Jitka Bartoničková Zuzana Hejnová | 4 × 400 m váltó |           |           |           | 3:26,20  | 4.       | 7.       |          |          |          | 3:27,77 | 7.       |
| Lucie Pelantová                                                   | 20 km gyaloglás |           |           |           |          |          |          |          |          |          | 1:33:35 | 35.      |

| Versenyző                 | Versenyszám   | Selejtező | Selejtező | Döntő    | Döntő    |
| Versenyző                 | Versenyszám   | Eredmény  | Helyezés  | Eredmény | Helyezés |
| ------------------------- | ------------- | --------- | --------- | -------- | -------- |
| Oldřiška Marešová         | Magasugrás    | 180 cm    | 29.****   | kiesett  | kiesett  |
| Jiřina Ptáčníková         | Rúdugrás      | 455 cm    | 12.       | 445 cm   | 6.**     |
| Věra Pospíšilová-Cechlová | Diszkoszvetés | 55,00 m   | 34.       | kiesett  | kiesett  |
| Kateřina Šafránková       | Kalapácsvetés | 66,16 m   | 31.       | kiesett  | kiesett  |
| Barbora Špotáková         | Gerelyhajítás | 66,19 m   | 1.        | 69,55 m  |          |
| Jarmila Klimešová         | Gerelyhajítás | 59,90 m   | 14.       | kiesett  | kiesett  |

| Versenyző        | Versenyszám | 100 m gát | 100 m gát | Magasugrás | Magasugrás | Súlylökés | Súlylökés | 200 m | 200 m | Távolugrás | Távolugrás | Gerelyhajítás | Gerelyhajítás | 800 m   | 800 m | Végeredmény | Végeredmény |
| Versenyző        | Versenyszám | Idő       | Pont      | Eredmény   | Pont       | Eredmény  | Pont      | Idő   | Pont  | Eredmény   | Pont       | Eredmény      | Pont          | Idő     | Pont  | Pont        | Helyezés    |
| ---------------- | ----------- | --------- | --------- | ---------- | ---------- | --------- | --------- | ----- | ----- | ---------- | ---------- | ------------- | ------------- | ------- | ----- | ----------- | ----------- |
| Eliška Klučinová | Hétpróba    | 14,01     | 977       | 180 cm     | 978        | 12,93 m   | 723       | 25,00 | 887   | 613 cm     | 890        | 45,65 m       | 776           | 2:16,08 | 878   | 6109        | 18.         |

* - egy másik versenyzővel azonos eredményt ért el

** - két másik versenyzővel azonos eredményt ért el

*** - három másik versenyzővel azonos eredményt ért el

**** - négy másik versenyzővel azonos eredményt ért el

***** - öt másik versenyzővel azonos eredményt ért el

## Birkózás

### Férfi
Kötöttfogású
| Versenyző  | Versenyszám | Selejtező         | Nyolcaddöntő                         | Negyeddöntő       | Elődöntő          | Vigaszág első kör | Vigaszág elődöntő | Bronz- mérkőzés   | Döntő             | Helyezés |
| Versenyző  | Versenyszám | Ellenfél Eredmény | Ellenfél Eredmény                    | Ellenfél Eredmény | Ellenfél Eredmény | Ellenfél Eredmény | Ellenfél Eredmény | Ellenfél Eredmény | Ellenfél Eredmény | Helyezés |
| ---------- | ----------- | ----------------- | ------------------------------------ | ----------------- | ----------------- | ----------------- | ----------------- | ----------------- | ----------------- | -------- |
| David Vála | 96 kg       | erőnyerő          | Yunior Estrada (CUB) · 0–1, 1–0, 0–1 | kiesett           | kiesett           |                   |                   |                   |                   | 12.      |

## Cselgáncs
Férfi
| Versenyző     | Versenyszám  | Selejtező         | 32-es főtábla                     | Nyolcaddöntő                         | Negyeddöntő                            | Elődöntő          | Vigaszág elődöntő               | Bronz- mérkőzés   | Döntő             | Helyezés |
| Versenyző     | Versenyszám  | Ellenfél Eredmény | Ellenfél Eredmény                 | Ellenfél Eredmény                    | Ellenfél Eredmény                      | Ellenfél Eredmény | Ellenfél Eredmény               | Ellenfél Eredmény | Ellenfél Eredmény | Helyezés |
| ------------- | ------------ | ----------------- | --------------------------------- | ------------------------------------ | -------------------------------------- | ----------------- | ------------------------------- | ----------------- | ----------------- | -------- |
| Jaromír Ježek | Könnyűsúly   | erőnyerő          | Aleni Smith (SAM) · 100(0)–000(0) | Vang Gicshun (KOR) · 000(1)–001(0)   | kiesett                                | kiesett           |                                 |                   |                   | 9.       |
| Jaromír Musil | Váltósúly    | erőnyerő          | Sergiu Toma (MDA) · 000(1)–100(0) | kiesett                              | kiesett                                | kiesett           |                                 |                   |                   | 17.      |
| Lukáš Krpálek | Félnehézsúly |                   | erőnyerő                          | Anai Takamasza (JPN) · 100(1)–000(0) | Tagir Hajbulajev (RUS) · 001(1)–100(0) |                   | Henk Grol (NED) · 000(0)–101(0) | kiesett           |                   | 7.       |

## Evezés
Férfi
| Versenyző                                                 | Versenyszám                          | Előfutam | Előfutam | Vigaszág | Vigaszág | Negyeddöntő | Negyeddöntő | Elődöntő | Elődöntő | Elődöntő | Döntő   | Döntő   | Döntő   | Helyezés |
| Versenyző                                                 | Versenyszám                          | Idő      | Hely.    | Idő      | Hely.    | Idő         | Hely.       | Típus    | Idő      | Hely.    | Típus   | Idő     | Hely.   | Helyezés |
| --------------------------------------------------------- | ------------------------------------ | -------- | -------- | -------- | -------- | ----------- | ----------- | -------- | -------- | -------- | ------- | ------- | ------- | -------- |
| Ondřej Synek                                              | Egypárevezős                         | 6:53,23  | 1.       |          |          | 6:53,32     | 1.          | A/B      | 7:16,58  | 1.       | A       | 6:59,37 | 2.      |          |
| Michal Horváth Jakub Podrazil Milan Bruncvík Matyáš Klang | Kormányos nélküli négyes             | 5:54,37  | 4.       | 6:04,56  | 4.       |             |             | kiesett  | kiesett  | kiesett  | kiesett | kiesett | kiesett | 13.      |
| Jan Vetešník Ondřej Vetešník Jiří Kopáč Miroslav Vraštil  | Könnyűsúlyú kormányos nélküli négyes | 5:52,69  | 4.       |          |          |             |             | A/B      | 6:06,85  | 6.       | B       | 6:11,49 | 5.      | 11.      |

Női
| Versenyző                     | Versenyszám  | Előfutam | Előfutam | Vigaszág | Vigaszág | Negyeddöntő | Negyeddöntő | Elődöntő | Elődöntő | Elődöntő | Döntő | Döntő   | Döntő | Helyezés |
| Versenyző                     | Versenyszám  | Idő      | Hely.    | Idő      | Hely.    | Idő         | Hely.       | Típus    | Idő      | Hely.    | Típus | Idő     | Hely. | Helyezés |
| ----------------------------- | ------------ | -------- | -------- | -------- | -------- | ----------- | ----------- | -------- | -------- | -------- | ----- | ------- | ----- | -------- |
| Miroslava Knapková            | Egypárevezős | 7:24,17  | 1.       |          |          | 7:35,35     | 1.          | A/B      | 7:42,57  | 1.       | A     | 7:54,37 | 1.    |          |
| Lenka Antošová Jitka Antošová | Kétpárevezős | 7:05,05  | 5.       | 7:11,68  | 3.       |             |             |          |          |          | B     | 7:24,93 | 1.    | 7.       |

## Kajak-kenu

### Síkvízi
Férfi
| Versenyző                                         | Versenyszám         | Előfutam | Előfutam | Előfutam | Elődöntő | Elődöntő | Elődöntő | Döntő | Döntő    | Döntő    | Helyezés |
| Versenyző                                         | Versenyszám         | Idő      | Hely.    | Össz.    | Idő      | Hely.    | Össz.    | Típus | Idő      | Helyezés | Helyezés |
| ------------------------------------------------- | ------------------- | -------- | -------- | -------- | -------- | -------- | -------- | ----- | -------- | -------- | -------- |
| Daniel Havel Lukáš Trefil Josef Dostál Jan Štěrba | Kajak négyes 1000 m | 2:54,267 | 2.       | 2.       | 2:53,984 | 3.       | 3.       | A     | 2:55,850 | 3.       |          |
| Jaroslav Radoň Filip Dvořák                       | Kenu kettes 1000 m  | 3:38,711 | 4.       | 5.       | 3:37,839 | 2.       | 6.       | A     | 3:37,601 | 5.       | 5.       |

### Szlalom
| Versenyző                         | Versenyszám       | Selejtező | Selejtező | Selejtező  | Selejtező  | Selejtező     | Selejtező     | Elődöntő | Elődöntő | Döntő   | Döntő    |
| Versenyző                         | Versenyszám       | 1. futam  | 1. futam  | 2. futam   | 2. futam   | Jobb eredmény | Jobb eredmény | Elődöntő | Elődöntő | Döntő   | Döntő    |
| Versenyző                         | Versenyszám       | Pont      | Hely.     | Pont       | Hely.      | Pont          | Hely.         | Pont     | Hely.    | Pont    | Helyezés |
| --------------------------------- | ----------------- | --------- | --------- | ---------- | ---------- | ------------- | ------------- | -------- | -------- | ------- | -------- |
| Vavřinec Hradílek                 | Férfi kajak egyes | 87,44     | 2.        | 87,66      | 2.         | 87,44         | 3.            | 99,58    | 8.       | 94,78   |          |
| Stanislav Ježek                   | Férfi kenu egyes  | 94,09     | 4.        | 206,82     | 16.        | 94,09         | 9.            | 104,37   | 7.       | 105,73  | 5.       |
| Jaroslav Volf Ondřej Štěpánek     | Férfi kenu kettes | 106,91    | 8.        | nem indult | nem indult | 106,91        | 9.            | 112,22   | 7.       | kiesett | kiesett  |
| Vavřinec Hradílek Stanislav Ježek | Férfi kenu kettes | 104,00    | 6.        | 150,87     | 11.        | 104,00        | 8.            | 115,50   | 9.       | kiesett | kiesett  |
| Štěpánka Hilgertová               | Női kajak egyes   | 101,50    | 3.        | 100,75     | 3.         | 100,75        | 5.            | 114,10   | 9.       | 109,16  | 4.       |

## Kerékpározás

### BMX
| Versenyző         | Versenyszám | Selejtező | Selejtező | Elődöntő | Elődöntő | Döntő   | Döntő    | Helyezés |
| Versenyző         | Versenyszám | Idő       | Helyezés  | Pont     | Helyezés | Pont    | Helyezés | Helyezés |
| ----------------- | ----------- | --------- | --------- | -------- | -------- | ------- | -------- | -------- |
| Aneta Hladíková   | Női         | 40,846    | 10.       | 16       | 5.       | kiesett | kiesett  | 10.      |
| Romana Labounková | Női         | 41,096    | 11.       | 17       | 6.       | kiesett | kiesett  | 11.      |

### Hegyi-kerékpározás
| Versenyző              | Versenyszám        | Idő             | Helyezés |
| ---------------------- | ------------------ | --------------- | -------- |
| Jaroslav Kulhavý       | Férfi terepverseny | 1:29:07         |          |
| Jan Škarnitzl          | Férfi terepverseny | 1:31:48 (+2:41) | 12.      |
| Ondřej Cink            | Férfi terepverseny | 1:32:16 (+3:09) | 14.      |
| Kateřina Hanušová-Nash | Női terepverseny   | 1:36:22 (+5:30) | 14.      |

### Országúti kerékpározás
Férfi
| Versenyző       | Versenyszám   | Idő             | Helyezés |
| --------------- | ------------- | --------------- | -------- |
| Roman Kreuziger | Mezőnyverseny | 5:46:05 (+0:08) | 15.      |
| Jan Bárta       | Mezőnyverseny | 5:46:37 (+0:40) | 75.      |

### Pálya-kerékpározás
Sprintversenyek
| Versenyző     | Versenyszám  | Selejtező | Selejtező | 1. forduló                     | Vigaszág               | Vigaszág | 2. forduló                   | Vigaszág                                                     | Vigaszág | 9–12. helyért                                                                          | 9–12. helyért | Negyeddöntő          | 5–8. helyért           | 5–8. helyért | Elődöntő             | Döntő                | Helyezés |
| Versenyző     | Versenyszám  | Idő       | Hely.     | Ellenfél Győztes idő           | Ellenfelek Győztes idő | Hely.    | Ellenfél Győztes idő         | Ellenfelek Győztes idő                                       | Hely.    | Ellenfelek Győztes idő                                                                 | Hely.         | Ellenfél Győztes idő | Ellenfelek Győztes idő | Hely.        | Ellenfél Győztes idő | Ellenfél Győztes idő | Helyezés |
| ------------- | ------------ | --------- | --------- | ------------------------------ | ---------------------- | -------- | ---------------------------- | ------------------------------------------------------------ | -------- | -------------------------------------------------------------------------------------- | ------------- | -------------------- | ---------------------- | ------------ | -------------------- | -------------------- | -------- |
| Pavel Kelemen | Férfi egyéni | 10,311    | 13.       | Hersony Canelón (VEN) · 10,840 |                        |          | Jimmy Watkins (USA) · 10,511 | Robert Förstemann (GER) · Bernard Esterhuizen (RSA) · 10,881 | 2.       | Nakagava Szeiicsiró (JPN) · Bernard Esterhuizen (RSA) · Hersony Canelón (VEN) · 10,950 | 2.            |                      |                        |              |                      |                      | 10.      |

Keirin
| Versenyző    | Versenyszám | 1. forduló | Vigaszág | 2. forduló | Döntő    | Helyezés |
| Versenyző    | Versenyszám | Helyezés   | Helyezés | Helyezés   | Helyezés | Helyezés |
| ------------ | ----------- | ---------- | -------- | ---------- | -------- | -------- |
| Denis Špička | Férfi       | 5.         | 6.       | kiesett    | kiesett  | 17.      |

## Kosárlabda

### Női
| Cseh női kosárlabdacsapat-játékoskeret                                                                       | Cseh női kosárlabdacsapat-játékoskeret                                                                  |
| --- | --- |
| - Lenka Bartáková - Kateřina Bartoňová - Ilona Burgrová - Kateřina Elhotová - Alena Hanušová - Hana Horáková | - Petra Kulichová - Tereza Pecková - Jana Veselá - Eva Vítečková - Kateřina Zohonvá - Michaela Zrůstová |

#### Eredmények
Csoportkör
A csoport
| Csapat                 | M | Gy | V | P+  | P–  | Pk   | PA    | P  |
| ---------------------- | - | -- | - | --- | --- | ---- | ----- | -- |
| Egyesült Államok (USA) | 5 | 5  | 0 | 462 | 279 | +183 | 1,656 | 10 |
| Törökország (TUR)      | 5 | 4  | 1 | 343 | 316 | +27  | 1,085 | 9  |
| Kína (CHN)             | 5 | 3  | 2 | 346 | 363 | −17  | 0,953 | 8  |
| Csehország (CZE)       | 5 | 2  | 3 | 346 | 332 | +14  | 1,042 | 7  |
| Horvátország (CRO)     | 5 | 1  | 4 | 324 | 379 | −55  | 0,855 | 6  |
| Angola (ANG)           | 5 | 0  | 5 | 243 | 395 | −152 | 0,615 | 5  |

| 2012. július 28. 9:00 (10:00) | Kína (CHN)                               | 66–57     | Csehország (CZE) | Basketball Arena, London Játékvezetők: Jorge Vazquez (PUR), Vaughan Mayberry (AUS), Carole Delaune (FRA) |
| 2012. július 28. 9:00 (10:00) | (20–16, 16–13, 15–15, 15–13) Jegyzőkönyv |           |                  | Basketball Arena, London Játékvezetők: Jorge Vazquez (PUR), Vaughan Mayberry (AUS), Carole Delaune (FRA) |
| 2012. július 28. 9:00 (10:00) | Ma Zengyu 16                             | Pont      | Vítečková 14     | Basketball Arena, London Játékvezetők: Jorge Vazquez (PUR), Vaughan Mayberry (AUS), Carole Delaune (FRA) |
| 2012. július 28. 9:00 (10:00) | Csen Nan 8                               | Lepattanó | Horáková 9       | Basketball Arena, London Játékvezetők: Jorge Vazquez (PUR), Vaughan Mayberry (AUS), Carole Delaune (FRA) |
| 2012. július 28. 9:00 (10:00) | Miao Li-csie 8                           | Gólpassz  | három játékos 3  | Basketball Arena, London Játékvezetők: Jorge Vazquez (PUR), Vaughan Mayberry (AUS), Carole Delaune (FRA) |

| 2012. július 30. 11:15 (12:15) | Csehország (CZE)                        | 57–61     | Törökország (TUR) | Basketball Arena, London Játékvezetők: Pablo Estévez (ARG), Szuguro Sóko (JPN), Samir Abaakil (MAR) |
| 2012. július 30. 11:15 (12:15) | (8–13, 13–20, 18–12, 18–16) Jegyzőkönyv |           |                   | Basketball Arena, London Játékvezetők: Pablo Estévez (ARG), Szuguro Sóko (JPN), Samir Abaakil (MAR) |
| 2012. július 30. 11:15 (12:15) | Veselá 19                               | Pont      | három játékos 11  | Basketball Arena, London Játékvezetők: Pablo Estévez (ARG), Szuguro Sóko (JPN), Samir Abaakil (MAR) |
| 2012. július 30. 11:15 (12:15) | három játékos 6                         | Lepattanó | Yılmaz 13         | Basketball Arena, London Játékvezetők: Pablo Estévez (ARG), Szuguro Sóko (JPN), Samir Abaakil (MAR) |
| 2012. július 30. 11:15 (12:15) | Bartoňová, Elhotová 4                   | Gólpassz  | Vardarlı 4        | Basketball Arena, London Játékvezetők: Pablo Estévez (ARG), Szuguro Sóko (JPN), Samir Abaakil (MAR) |

| 2012. augusztus 1. 20:00 (21:00) | Horvátország (CRO)                       | 70–89     | Csehország (CZE) | Basketball Arena, London Játékvezetők: Cristiano Maranho (BRA), Guerrino Cerebuch (ITA), Carole Delauné (FRA) |
| 2012. augusztus 1. 20:00 (21:00) | (19–22, 20–23, 21–12, 10–32) Jegyzőkönyv |           |                  | Basketball Arena, London Játékvezetők: Cristiano Maranho (BRA), Guerrino Cerebuch (ITA), Carole Delauné (FRA) |
| 2012. augusztus 1. 20:00 (21:00) | Mandir 20                                | Pont      | Elhotová 20      | Basketball Arena, London Játékvezetők: Cristiano Maranho (BRA), Guerrino Cerebuch (ITA), Carole Delauné (FRA) |
| 2012. augusztus 1. 20:00 (21:00) | Mandir 6                                 | Lepattanó | Horáková 10      | Basketball Arena, London Játékvezetők: Cristiano Maranho (BRA), Guerrino Cerebuch (ITA), Carole Delauné (FRA) |
| 2012. augusztus 1. 20:00 (21:00) | Mandir 3                                 | Gólpassz  | Veselá 7         | Basketball Arena, London Játékvezetők: Cristiano Maranho (BRA), Guerrino Cerebuch (ITA), Carole Delauné (FRA) |

| 2012. augusztus 3. 22:15 (23:15) | Csehország (CZE)                        | 61–88     | Egyesült Államok (USA) | Basketball Arena, London Játékvezetők: Jelena Csernova (RUS), Marcos Benito (BRA), Vitalis Gode (KEN) |
| 2012. augusztus 3. 22:15 (23:15) | (26–24, 12–24, 9–22, 14–18) Jegyzőkönyv |           |                        | Basketball Arena, London Játékvezetők: Jelena Csernova (RUS), Marcos Benito (BRA), Vitalis Gode (KEN) |
| 2012. augusztus 3. 22:15 (23:15) | Zrůstová 15                             | Pont      | Taurasi 18             | Basketball Arena, London Játékvezetők: Jelena Csernova (RUS), Marcos Benito (BRA), Vitalis Gode (KEN) |
| 2012. augusztus 3. 22:15 (23:15) | Pecková 6                               | Lepattanó | Charles 14             | Basketball Arena, London Játékvezetők: Jelena Csernova (RUS), Marcos Benito (BRA), Vitalis Gode (KEN) |
| 2012. augusztus 3. 22:15 (23:15) | Bartoňová 3                             | Gólpassz  | Bird 9                 | Basketball Arena, London Játékvezetők: Jelena Csernova (RUS), Marcos Benito (BRA), Vitalis Gode (KEN) |

| 2012. augusztus 5. 11:15 (12:15) | Angola (ANG)                            | 47–82     | Csehország (CZE) | Basketball Arena, London Játékvezetők: Rabah Noujaim (LIB), Vaughan Mayberry (AUS), Vitalis Gode (KEN) |
| 2012. augusztus 5. 11:15 (12:15) | (18–23, 7–17, 10–18, 12–24) Jegyzőkönyv |           |                  | Basketball Arena, London Játékvezetők: Rabah Noujaim (LIB), Vaughan Mayberry (AUS), Vitalis Gode (KEN) |
| 2012. augusztus 5. 11:15 (12:15) | Mauricio 18                             | Pont      | Zrůstová 20      | Basketball Arena, London Játékvezetők: Rabah Noujaim (LIB), Vaughan Mayberry (AUS), Vitalis Gode (KEN) |
| 2012. augusztus 5. 11:15 (12:15) | Manuel 12                               | Lepattanó | Horáková 9       | Basketball Arena, London Játékvezetők: Rabah Noujaim (LIB), Vaughan Mayberry (AUS), Vitalis Gode (KEN) |
| 2012. augusztus 5. 11:15 (12:15) | Eusébio, Guadalupe 2                    | Gólpassz  | Elhotová 4       | Basketball Arena, London Játékvezetők: Rabah Noujaim (LIB), Vaughan Mayberry (AUS), Vitalis Gode (KEN) |

Negyeddöntő
| 2012. augusztus 7. 22:15 (23:15) | Franciaország (FRA)                      | 71–68     | Csehország (CZE) | Basketball Arena, London Játékvezetők: Marcos Benito (BRA), Felicia Grinter (USA), Rabah Noujaim (LIB) |
| 2012. augusztus 7. 22:15 (23:15) | (16–12, 12–16, 13–23, 30–17) Jegyzőkönyv |           |                  | Basketball Arena, London Játékvezetők: Marcos Benito (BRA), Felicia Grinter (USA), Rabah Noujaim (LIB) |
| 2012. augusztus 7. 22:15 (23:15) | Dumerc 23                                | Pont      | Vítečková 17     | Basketball Arena, London Játékvezetők: Marcos Benito (BRA), Felicia Grinter (USA), Rabah Noujaim (LIB) |
| 2012. augusztus 7. 22:15 (23:15) | Gruda 7                                  | Lepattanó | Horáková 7       | Basketball Arena, London Játékvezetők: Marcos Benito (BRA), Felicia Grinter (USA), Rabah Noujaim (LIB) |
| 2012. augusztus 7. 22:15 (23:15) | Dumerc 6                                 | Gólpassz  | Horáková 5       | Basketball Arena, London Játékvezetők: Marcos Benito (BRA), Felicia Grinter (USA), Rabah Noujaim (LIB) |

| Csapat           | Helyezés |
| ---------------- | -------- |
| Csehország (CZE) | 7.       |

## Ökölvívás
Férfi
| Versenyző      | Versenyszám  | Selejtező                              | Nyolcaddöntő      | Negyeddöntő       | Elődöntő          | Döntő             | Helyezés |
| Versenyző      | Versenyszám  | Ellenfél Eredmény                      | Ellenfél Eredmény | Ellenfél Eredmény | Ellenfél Eredmény | Ellenfél Eredmény | Helyezés |
| -------------- | ------------ | -------------------------------------- | ----------------- | ----------------- | ----------------- | ----------------- | -------- |
| Zdeněk Chládek | Kisváltósúly | Urancsimegín Mönh-Erdene (MGL) · 12–20 | kiesett           | kiesett           | kiesett           | kiesett           | 17.      |

## Öttusa
| Versenyző       | Versenyszám | Vívás    | Vívás | Vívás | Úszás   | Úszás | Úszás | Lovaglás | Lovaglás | Lovaglás | Lovaglás | Futás/Lövészet | Futás/Lövészet | Futás/Lövészet | Futás/Lövészet | Összesen    | Összesen |
| Versenyző       | Versenyszám | Eredmény | Pont  | Hely. | Idő     | Pont  | Hely. | Idő      | Hibapont | Pont     | Hely.    | Lövőhiba       | Idő            | Pont           | Hely.          | Összes pont | Helyezés |
| --------------- | ----------- | -------- | ----- | ----- | ------- | ----- | ----- | -------- | -------- | -------- | -------- | -------------- | -------------- | -------------- | -------------- | ----------- | -------- |
| David Svoboda   | Férfi       | 26–9     | 1024  | 1.    | 2:04,84 | 1304  | 17.   | 77,28    | 68       | 1132     | 16.      | 3              | 10:33,02       | 2468           | 6.             | 5928        |          |
| Ondřej Polívka  | Férfi       | 12–23    | 688   | 34.** | 2:02,71 | 1328  | 10.*  | 76,14    | 64       | 1136     | 15.      | 2              | 10:25,99       | 2500           | 4.             | 5652        | 15.      |
| Natálie Dianová | Női         | 17–18    | 808   | 19.** | 2:13,78 | 1196  | 7.    | 86,79    | 144      | 1056     | 28.      | 5              | 12:33,61       | 1988           | 23.            | 5048        | 22.      |

* - egy másik versenyzővel azonos eredményt ért el

** - két másik versenyzővel azonos eredményt ért el

## Röplabda

### Strandröplabda

#### Férfi
| Versenyző                 | Csoportkör | Csoportkör | 16 közé jutásért                                                         | Nyolcaddöntő      | Negyeddöntő       | Elődöntő          | Döntő             | Helyezés |
| Versenyző                 | Ellenfél Eredmény | Hely.      | Ellenfél Eredmény                                                        | Ellenfél Eredmény | Ellenfél Eredmény | Ellenfél Eredmény | Ellenfél Eredmény | Helyezés |
| ------------------------- | --- | ---------- | ------------------------------------------------------------------------ | ----------------- | ----------------- | ----------------- | ----------------- | -------- |
| Petr Beneš Přemysl Kubala | B csoport · Spanyolország (ESP) · Adrián Gavira · Pablo Herrera · 23–25, 16–21 · Japán (JPN) · Aszahi Kentaró · Siratori Kacuhiro · 17–21, 21–12, 15–7 · Egyesült Államok (USA) · Phil Dalhausser · Todd Rogers · 13–21, 15–21 | 3.         | Németország (GER) · Jonathan Erdmann · Kay Matysik · 21–15, 19–21, 13–15 | kiesett           | kiesett           | kiesett           | kiesett           | 17.      |

#### Női
| Versenyző                         | Csoportkör | Csoportkör | 16 közé jutásért                                                        | Nyolcaddöntő                                                           | Negyeddöntő                                                         | Elődöntő          | Döntő             | Helyezés |
| Versenyző                         | Ellenfél Eredmény | Hely.      | Ellenfél Eredmény                                                       | Ellenfél Eredmény                                                      | Ellenfél Eredmény                                                   | Ellenfél Eredmény | Ellenfél Eredmény | Helyezés |
| --------------------------------- | --- | ---------- | ----------------------------------------------------------------------- | ---------------------------------------------------------------------- | ------------------------------------------------------------------- | ----------------- | ----------------- | -------- |
| Kristýna Kolocová Markéta Sluková | C csoport · Ausztria (AUT) · Doris Schwaiger · Stefanie Schwaiger · 10–21, 21–13, 15–13 · Egyesült Államok (USA) · Misty May-Treanor · Kerri Walsh Jennings · 14–21, 19–21 · Ausztrália (AUS) · Natalie Cook · Tamsin Hinchley · 21–16, 18–21, 15–10 | 2.         |                                                                         | Brazília (BRA) · Maria Antonelli · Talita Antunes · 21–16, 20–22, 15–9 | Egyesült Államok (USA) · Jennifer Kessy · April Ross · 23–25, 18–21 | kiesett           | kiesett           | 5.       |
| Lenka Háječková Hana Klapalová    | A csoport · Németország (GER) · Katrin Holtwick · Ilka Semmler · 16–21, 18–21 · Mauritius (MRI) · Natacha Rigobert · Elodie Li Yuk Lo · 21–10, 21–11 · Brazília (BRA) · Juliana Felisberta · Larissa França · 12–21, 18–21                           | 3.         | Hollandia (NED) · Madelein Meppelink · Sophie van Gestel · 17–21, 17–21 | kiesett                                                                | kiesett                                                             | kiesett           | kiesett           | 17.      |

## Sportlövészet
Férfi
| Versenyző        | Versenyszám           | Selejtező | Selejtező | Döntő   | Döntő    |
| Versenyző        | Versenyszám           | Pont      | Helyezés  | Pont    | Helyezés |
| ---------------- | --------------------- | --------- | --------- | ------- | -------- |
| Martin Pohráský  | Gyorstüzelő pisztoly  | 583       | 7.        | kiesett | kiesett  |
| Martin Strnad    | Gyorstüzelő pisztoly  | 580       | 9.        | kiesett | kiesett  |
| Václav Haman     | Légpuska              | 590       | 33.       | kiesett | kiesett  |
| Václav Haman     | Sportpuska, fekvő     | 588       | 41.       | kiesett | kiesett  |
| Václav Haman     | Sportpuska, összetett | 1153      | 34.       | kiesett | kiesett  |
| David Kostelecký | Trap                  | 120       | 14.       | kiesett | kiesett  |
| Jiří Lipták      | Trap                  | 119       | 18.       | kiesett | kiesett  |
| Jan Sychra       | Skeet                 | 120       | 6.        | 143     | 6.       |
| Jakub Tomeček    | Skeet                 | 117       | 19.       | kiesett | kiesett  |

Női
| Versenyző              | Versenyszám           | Selejtező | Selejtező | Döntő   | Döntő    |
| Versenyző              | Versenyszám           | Pont      | Helyezés  | Pont    | Helyezés |
| ---------------------- | --------------------- | --------- | --------- | ------- | -------- |
| Lenka Hyková-Marušková | Légpisztoly           | 385       | 7.        | 482,6   | 8.       |
| Lenka Hyková-Marušková | Sportpisztoly         | 582       | 13.       | kiesett | kiesett  |
| Kateřina Emmons        | Sportpuska, összetett | 576       | 32.       | kiesett | kiesett  |
| Kateřina Emmons        | Légpuska              | 397       | 5.*       | 500,3   | 4.       |
| Adéla Sýkorová         | Légpuska              | 392       | 31.       | kiesett | kiesett  |
| Adéla Sýkorová         | Sportpuska, összetett | 584       | 4.        | 683,0   |          |

* - négy másik versenyzővel azonos eredményt ért el, szétlövés után 50,3 ponttal a 4. helyen végzett

## Súlyemelés
Férfi
| Versenyző  | Versenyszám | Szakítás | Szakítás | Lökés    | Lökés    | Összesen | Helyezés |
| Versenyző  | Versenyszám | Eredmény | Helyezés | Eredmény | Helyezés | Összesen | Helyezés |
| ---------- | ----------- | -------- | -------- | -------- | -------- | -------- | -------- |
| Jiří Orság | +105 kg     | 187      | 9.       | 239      | 5.       | 426      | 7.       |

## Szinkronúszás
| Versenyző                       | Versenyszám | Technikai gyakorlat | Technikai gyakorlat | Selejtező        | Selejtező        | Selejtező  | Selejtező  | Döntő            | Döntő            | Döntő      | Döntő      | Helyezés |
| Versenyző                       | Versenyszám | Technikai gyakorlat | Technikai gyakorlat | Szabad gyakorlat | Szabad gyakorlat | Összesítés | Összesítés | Szabad gyakorlat | Szabad gyakorlat | Összesítés | Összesítés | Helyezés |
| Versenyző                       | Versenyszám | Pont                | Hely.               | Pont             | Hely.            | Pont       | Hely.      | Pont             | Hely.            | Pont       | Hely.      | Helyezés |
| ------------------------------- | ----------- | ------------------- | ------------------- | ---------------- | ---------------- | ---------- | ---------- | ---------------- | ---------------- | ---------- | ---------- | -------- |
| Soňa Bernardová Alžběta Dufková | Páros       | 85,800              | 14.                 | 86,040           | 14.              | 171,840    | 14.        | kiesett          | kiesett          | kiesett    | kiesett    | 14.      |

## Tenisz
Férfi
| Versenyző                    | Versenyszám | 64-es főtábla                        | 32-es főtábla                                                              | Nyolcaddöntő                                                   | Negyeddöntő       | Elődöntő          | Bronz- mérkőzés   | Döntő             | Helyezés |
| Versenyző                    | Versenyszám | Ellenfél Eredmény                    | Ellenfél Eredmény                                                          | Ellenfél Eredmény                                              | Ellenfél Eredmény | Ellenfél Eredmény | Ellenfél Eredmény | Ellenfél Eredmény | Helyezés |
| ---------------------------- | ----------- | ------------------------------------ | -------------------------------------------------------------------------- | -------------------------------------------------------------- | ----------------- | ----------------- | ----------------- | ----------------- | -------- |
| Tomáš Berdych                | Egyes       | Steve Darcis (BEL) · 4–6, 4–6        | kiesett                                                                    | kiesett                                                        | kiesett           | kiesett           | kiesett           | kiesett           | 33.      |
| Radek Štěpánek               | Egyes       | Nyikolaj Davigyenko (RUS) · 4–6, 3–6 | kiesett                                                                    | kiesett                                                        | kiesett           | kiesett           | kiesett           | kiesett           | 33.      |
| Tomáš Berdych Radek Štěpánek | Páros       |                                      | Olaszország (ITA) · Daniele Bracciali · Andreas Seppi · 4–6, 7–6(7–5), 6–4 | Brazília (BRA) · Marcelo Melo · Bruno Soares · 6–1, 4–6, 22–24 | kiesett           | kiesett           | kiesett           | kiesett           | 9.       |

Női
| Versenyző                        | Versenyszám | 64-es főtábla                               | 32-es főtábla                                                        | Nyolcaddöntő                               | Negyeddöntő                                                | Elődöntő                                                             | Bronz- mérkőzés   | Döntő                                                                | Helyezés |
| Versenyző                        | Versenyszám | Ellenfél Eredmény                           | Ellenfél Eredmény                                                    | Ellenfél Eredmény                          | Ellenfél Eredmény                                          | Ellenfél Eredmény                                                    | Ellenfél Eredmény | Ellenfél Eredmény                                                    | Helyezés |
| -------------------------------- | ----------- | ------------------------------------------- | -------------------------------------------------------------------- | ------------------------------------------ | ---------------------------------------------------------- | -------------------------------------------------------------------- | ----------------- | -------------------------------------------------------------------- | -------- |
| Petra Kvitová                    | Egyes       | Katerina Bondarenko (UKR) · 6–4, 5–7, 6–4   | Peng Suaj (CHN) · 7–5, 2–6, 6–1                                      | Flavia Pennetta (ITA) · 6–3, 6–0           | Marija Kirilenko (RUS) · 6–7(3–7), 3–6                     | kiesett                                                              | kiesett           | kiesett                                                              | 5.       |
| Petra Cetkovská                  | Egyes       | Angelique Kerber (GER) · 1–6, 0–3 (feladta) | kiesett                                                              | kiesett                                    | kiesett                                                    | kiesett                                                              | kiesett           | kiesett                                                              | 33.      |
| Lucie Šafářová                   | Egyes       | Laura Robson (GBR) · 6–7(4–7), 4–6          | kiesett                                                              | kiesett                                    | kiesett                                                    | kiesett                                                              | kiesett           | kiesett                                                              | 33.      |
| Klára Zakopalová                 | Egyes       | Francesca Schiavone (ITA) · 3–6, 6–3, 4–6   | kiesett                                                              | kiesett                                    | kiesett                                                    | kiesett                                                              | kiesett           | kiesett                                                              | 33.      |
| Andrea Hlaváčková Lucie Hradecká | Páros       |                                             | Magyarország (HUN) · Babos Tímea · Szávay Ágnes · 6–1, 6–7(5–7), 6–2 | Kína (CHN) · Li Na · Csang Suaj · 6–3, 6–1 | Tajvan (TPE) · Csuang Csia-zsung · Hszie Su-vej · 6–3, 6–4 | Egyesült Államok (USA) · Liezel Huber · Lisa Raymond · 6–1, 7–6(7–2) |                   | Egyesült Államok (USA) · Serena Williams · Venus Williams · 4–6, 4–6 |          |
| Petra Cetkovská Lucie Šafářová   | Páros       |                                             | Olaszország (ITA) · Sara Errani · Roberta Vinci · 2–6, 3–6           | kiesett                                    | kiesett                                                    | kiesett                                                              | kiesett           | kiesett                                                              | 17.      |

Vegyes
| Versenyző                     | Versenyszám | Nyolcaddöntő                                                                | Negyeddöntő       | Elődöntő          | Bronz- mérkőzés   | Döntő             | Helyezés |
| Versenyző                     | Versenyszám | Ellenfél Eredmény                                                           | Ellenfél Eredmény | Ellenfél Eredmény | Ellenfél Eredmény | Ellenfél Eredmény | Helyezés |
| ----------------------------- | ----------- | --------------------------------------------------------------------------- | ----------------- | ----------------- | ----------------- | ----------------- | -------- |
| Lucie Hradecká Radek Štěpánek | Páros       | Nagy-Britannia (GBR) · Laura Robson · Andy Murray · 5–7, 7–6(9–7), [7]–[10] | kiesett           | kiesett           | kiesett           | kiesett           | 9.       |

## Tollaslabda
| Versenyző         | Versenyszám | Csoportkör                                                                                  | Csoportkör | Nyolcaddöntő      | Negyeddöntő       | Elődöntő          | Bronz- mérkőzés   | Döntő             | Helyezés |
| Versenyző         | Versenyszám | Ellenfél Eredmény                                                                           | Hely.      | Ellenfél Eredmény | Ellenfél Eredmény | Ellenfél Eredmény | Ellenfél Eredmény | Ellenfél Eredmény | Helyezés |
| ----------------- | ----------- | ------------------------------------------------------------------------------------------- | ---------- | ----------------- | ----------------- | ----------------- | ----------------- | ----------------- | -------- |
| Petr Koukal       | Férfi egyes | O csoport · Taufik Hidayat (INA) · 8–21, 8–21 · Pablo Abián (ESP) · 17–21, 21–16, 16–21     | 3.         | kiesett           | kiesett           | kiesett           | kiesett           | kiesett           | 33.      |
| Kristína Gavnholt | Női egyes   | N csoport · Juliane Schenk (GER) · 18–21, 14–21 · Larisza Hriha (UKR) · 21–13, 15–21, 21–15 | 2.         | kiesett           | kiesett           | kiesett           | kiesett           | kiesett           | 17.      |

## Torna
Férfi
| Versenyző      | Versenyszám      | Selejtező | Selejtező | Döntő    | Döntő    |
| Versenyző      | Versenyszám      | Pontszám  | Helyezés  | Pontszám | Helyezés |
| -------------- | ---------------- | --------- | --------- | -------- | -------- |
| Martin Konečný | Talaj            | 14,266    | 44.       | kiesett  | kiesett  |
| Martin Konečný | Ugrás            | 14,866    |           | kiesett  | kiesett  |
| Martin Konečný | Korlát           | 13,733    | 57.       | kiesett  | kiesett  |
| Martin Konečný | Nyújtó           | 14,100    | 38.       | kiesett  | kiesett  |
| Martin Konečný | Gyűrű            | 13,166    | 66.       | kiesett  | kiesett  |
| Martin Konečný | Lólengés         | 12,900    | 51.*      | kiesett  | kiesett  |
| Martin Konečný | Egyéni összetett | 83,031    | 34.       | kiesett  | kiesett  |

Női
| Versenyző         | Versenyszám      | Selejtező | Selejtező | Döntő    | Döntő    |
| Versenyző         | Versenyszám      | Pontszám  | Helyezés  | Pontszám | Helyezés |
| ----------------- | ---------------- | --------- | --------- | -------- | -------- |
| Kristýna Palešová | Talaj            | 12,966    | 55.       | kiesett  | kiesett  |
| Kristýna Palešová | Ugrás            | 13,800    |           | kiesett  | kiesett  |
| Kristýna Palešová | Felemás korlát   | 14,133    | 25.       | kiesett  | kiesett  |
| Kristýna Palešová | Gerenda          | 9,700     | 83.       | kiesett  | kiesett  |
| Kristýna Palešová | Egyéni összetett | 50,599    | 47.       | kiesett  | kiesett  |

* - egy másik versenyzővel azonos eredményt ért el

### Trambulin
| Versenyző        | Versenyszám | Selejtező | Selejtező | Döntő    | Döntő    |
| Versenyző        | Versenyszám | Pontszám  | Helyezés  | Pontszám | Helyezés |
| ---------------- | ----------- | --------- | --------- | -------- | -------- |
| Zita Frydrychová | Női         | 76,560    | 15.       | kiesett  | kiesett  |

## Triatlon
| Versenyző        | Versenyszám | 1,5 km úszás | Depózás 1 | 40 km kerékpározás | Depózás 2 | 10 km futás | Összesítés | Összesítés |
| Versenyző        | Versenyszám | Idő          | Idő       | Idő                | Idő       | Idő         | Idő        | Helyezés   |
| ---------------- | ----------- | ------------ | --------- | ------------------ | --------- | ----------- | ---------- | ---------- |
| Jan Čelůstka     | Férfi       | 17:25        | 0:40      | 58:49              | 0:29      | 32:54       | 1:50:17    | 30.        |
| Přemysl Švarc    | Férfi       | 18:08        | 0:41      | 59:37              | 0:29      | 33:13       | 1:52:08    | 45.        |
| Vendula Frintová | Női         | 19:30        | 0:42      | 1:05:27            | 0:32      | 35:57       | 2:02:08    | 15.        |
| Radka Vodičková  | Női         | 19:18        | 0:41      | 1:05:40            | 0:34      | 36:21       | 2:02:34    | 20.        |

## Úszás
Férfi
| Versenyző     | Versenyszám  | Előfutam | Előfutam | Előfutam | Elődöntő | Elődöntő | Elődöntő | Döntő   | Döntő    |
| Versenyző     | Versenyszám  | Idő      | Hely.    | Össz.    | Idő      | Hely.    | Össz.    | Idő     | Helyezés |
| ------------- | ------------ | -------- | -------- | -------- | -------- | -------- | -------- | ------- | -------- |
| Martin Verner | 100 m gyors  | 49,49    | 2.       | 23.      | kiesett  | kiesett  | kiesett  | kiesett | kiesett  |
| Jan Micka     | 1500 m gyors | 15:29,34 | 2.       | 24.      |          |          |          | kiesett | kiesett  |

Női
| Versenyző           | Versenyszám      | Előfutam | Előfutam | Előfutam | Elődöntő | Elődöntő | Elődöntő | Döntő     | Döntő    |
| Versenyző           | Versenyszám      | Idő      | Hely.    | Össz.    | Idő      | Hely.    | Össz.    | Idő       | Helyezés |
| ------------------- | ---------------- | -------- | -------- | -------- | -------- | -------- | -------- | --------- | -------- |
| Simona Baumrtová    | 100 m hát        | 59,99    | 5.       | 10.      | 1:00,02  | 5.       | 10.      | kiesett   | kiesett  |
| Simona Baumrtová    | 200 m hát        | 2:10,03  | 1.       | 12.      | 2:10,18  | 8.       | 14.      | kiesett   | kiesett  |
| Petra Chocová       | 100 m mell       | 1:08,59  | 4.       | 24.      | kiesett  | kiesett  | kiesett  | kiesett   | kiesett  |
| Martina Moravčíková | 200 m mell       | 2:28,54  | 2.       | 26.      | kiesett  | kiesett  | kiesett  | kiesett   | kiesett  |
| Barbora Závadová    | 200 m vegyes     | 2:17,54  | 8.       | 32.      | kiesett  | kiesett  | kiesett  | kiesett   | kiesett  |
| Barbora Závadová    | 400 m vegyes     | 4:41,84  | 4.       | 15.      |          |          |          | kiesett   | kiesett  |
| Jana Pechanová      | 10 km nyílt vízi |          |          |          |          |          |          | 1:58:52,8 | 9.       |

## Vitorlázás
Férfi
| Versenyző     | Versenyszám     | Futam | Futam | Futam | Futam | Futam | Futam | Futam | Futam | Futam | Futam | Futam   | Pontszám | Helyezés |
| Versenyző     | Versenyszám     | 1     | 2     | 3     | 4     | 5     | 6     | 7     | 8     | 9     | 10    | É       | Pontszám | Helyezés |
| ------------- | --------------- | ----- | ----- | ----- | ----- | ----- | ----- | ----- | ----- | ----- | ----- | ------- | -------- | -------- |
| Karel Lavický | Szörfvitorlázás | 30    | 29    | 32    | 34    | (39*) | 34    | 36    | 31    | 39**  | 31    | kiesett | 296      | 36.      |
| Viktor Teplý  | Laser           | 29    | 27    | 31    | 34    | 32    | 25    | 11    | 34    | (37)  | 11    | kiesett | 234      | 28.      |
| Michal Maier  | Finn dingi      | 19    | 18    | 21    | 10    | 18    | (23)  | 18    | 20    | 23    | 15    | kiesett | 162      | 21.      |

Női
| Versenyző         | Versenyszám  | Futam | Futam | Futam | Futam | Futam | Futam | Futam | Futam | Futam | Futam | Futam | Pontszám | Helyezés |
| Versenyző         | Versenyszám  | 1     | 2     | 3     | 4     | 5     | 6     | 7     | 8     | 9     | 10    | É     | Pontszám | Helyezés |
| ----------------- | ------------ | ----- | ----- | ----- | ----- | ----- | ----- | ----- | ----- | ----- | ----- | ----- | -------- | -------- |
| Veronika Fenclová | Laser radial | (23)  | 4     | 7     | 6     | 21    | 2     | 17    | 6     | 12    | 12    | 18    | 105      | 9.       |

* - kizárták (fekete zászló)

** - nem ért célba